# Campephilus magellanicus
Campephilus magellanicus е вид птица от семейство Picidae.

## Разпространение
Видът е разпространен в Аржентина и Чили.